# Edith Hannam
Edith Hannam (n. 28 noiembrie 1878, Bristol, Regatul Unit al Marii Britanii și Irlandei – d. 16 ianuarie 1951, Metropolitan Borough of Kensington⁠(d), Anglia, Regatul Unit) a fost o jucătoare de tenis britanică, medaliată olimpică. A participat la o ediție a Jocurilor Olimpice (1912) în care a câștigat două medalii de aur.